# شبه‌نرمادگی

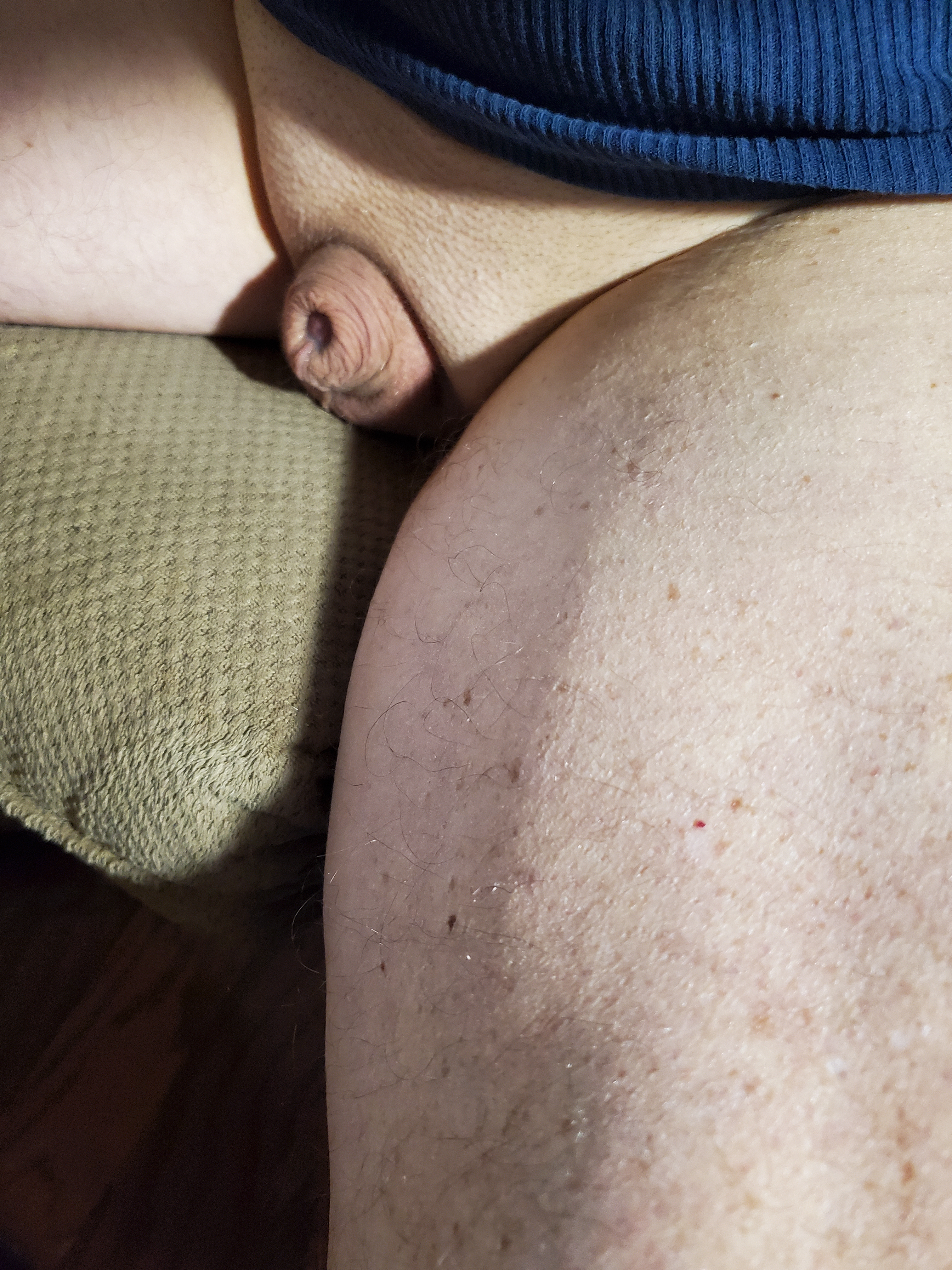
شبه نرمادگی (میکرو پنیس)

شبه‌نرمادگی (انگلیسی: Pseudohermaphroditism) حالتی است که در آن فرد اندام جنسی فقط یکی از دو جنس، ولی ویژگی‌های جنسی ثانویهٔ جنس دیگر یا هر دو را داشته باشد.
شبه‌نرمادگی نرنما نوعی شبه‌نرمادگی که در آن فرد بیضه دارد. شبه‌نرمادگی ماده‌نما نوعی شبه‌نرمادگی که در آن فرد تخمدان دارد.